# 归德乡站
归德乡站是一个成渝铁路和归连铁路上的铁路车站，位于四川省内江市资中县归德镇，建于1952年，目前为四等站，邮政编码为641203。目前客运：办理旅客乘降；不办理行李、包裹托运；货运：办理整车货物发到；零担仅办理直达整零货物发到；危险货物仅办理农药、化肥发到。